# 王春媚
王春媚（英語：Mei Wong，1977年7月17日—），前香港新聞從業員、香港有線新聞總主播。她於2000年加入新聞界，2005年由無綫新聞轉投有線電視:45，至2020年離職。现时在香港恒生大學担任兼职讲师。

## 背景

### 早年生活
王春媚早年於九龍藍田藍田邨第17座第成長，及後隨家人搬遷到藍田興田邨，有3名胞姊，就讀聖安當小學（1989年小六）和聖安當女書院（1994年中五；理科）。首次中五畢業後由於香港中學會考成績不好而於另一所學校重讀一年中五，再於1997年完成中七預科學位，在覺得傳理科有趣的情況下選讀大學傳理學系。她入讀香港浸會大學傳理學院廣播新聞學期間:45，大學二年級被推選為傳理學會主席，並於大學二年級（即1999年）於無綫新聞當實習記者，因表現良好而獲得機會任兼職記者，至畢業前為止。與她同屆的大學同學計有洪綺敏、吳子敏（前有線新聞中國組記者）及陳嘉怡。

### 事業發展
王春媚自2000年畢業後，正式加入無綫新聞。2001年6月7日開始兼任主播，先後擔任《午間新聞》、《新聞提要》及《晚間新聞》主播。
任職無綫新聞時期，王春媚在採訪時屢次被捲入衝突受傷。2002年2月，「四五行動」成員前往澳門向到訪的時任人大委員長李鵬示威，王春媚與攝影師朱偉傑隨船採訪。兩人拍攝澳門司警帶走數人時被阻，混亂間王氏被數人捉住，朱偉傑高呼「打人！」。未幾司警以「非法採訪」為由，強行將二人拖入調查室問話，錄影帶亦被充公。同年4月2日，她在終審法院外報道爭取居港權人士遊行，因報稱遊行人數過少被在場一名男子動粗騷擾，更險些被掌摑。及後於2002年9月，王春媚基於人事變動，被調回擔當記者，未幾因感到疲累而短暫退出新聞界，轉行任職國泰航空空中服務員，為時不足1年。
2003年，王春媚致電新聞部高層表示希望回歸無綫新聞部，但在2005年1月21日想主力擔任主播而再次離開，在主動聯絡趙應春後於同年2月14日轉投有線新聞擔任主播。她當時主要在新聞台下午要聞時段報道新聞，同時為記者會和大型事件作直播旁述，曾主持財經資訊台節目《時事寬頻》、《香港刺針》、《至FIT男女》、《神州穿梭》、《不一樣的「普」選》、《還看2005國際》、《還看2005中國》、《還看2005香港》、《還看2006國際》、《還看2006中國》、《還看2006香港》、《2012直選擂台》、《2012超級擂台》、《還看2013國際》、《還看2013中國》、《還看2013香港》、《還看2013財經》、《直選擂台2016》、《2017行政長官選舉辯論》、《Sunday有理講》、《還看2017中國》、《還看2017香港》、《還看2017國際》及《還看2017財經》。在發生重要事件如發表施政報告等，王春媚也有機會擔任直播特備節目，例如：《施政檢閱台》、《我有嘢講》主持。
2009年7月，王春媚與其他九位主播莊安宜、王巧、關善茹、王靜茵、王沛然、曾美華、張曉雯、游安怡及劉紫鳳出版《有線主播點．線．面》。同年8月31日開始，伙拍盧頌萱主持全新面貌的Cable早晨，之後每隔數月，會輪流與關善茹、王沛然等伙拍主持該節目。2010年7月-2011年7月，她曾主持財經資訊台專題節目《時事寬頻》，同期兼任香港浸會大學傳理學院導師。後來在2012年1月19日，她在微博透露開始放產假。2012年5月8日產假結束，便重回有線新聞部工作。
隨著莊安宜於2012年7月離職，王春媚接替其崗位升任為有線新聞台的總主播。2017年3月14日，與時任無綫新聞主播吳璟儁共同主持由七大電子傳媒合辦的《2017年行政長官選舉辯論》。2018年，獲香港浸會大學頒發傑出傳理人獎。10月10日再度主持由五大電子傳媒合辦的《施政報告論壇2018》。不過，有線新聞部於2020年8月出現高層人事調動 — 備受爭議的陳興昌、李臻及謝燕娜取代馮德雄執掌新聞部，多名資深員工相繼被裁員或請辭。王春媚亦於2020年8月24日請辭，並於10月8日離職。其最後負責的項目為與張曉雯主持當晚七點的《新聞最前線》。离职后成为家庭主婦，亦有在恒生大学傳播學院兼职教授主播課程。

### 其他資料
王春媚任職無綫新聞部期間，曾在一次長洲太平清醮的直播報道中遭到一隻疑似蟑螂飛到右邊頭髮上，王春媚發現後縮短報道並用手撥開。當報道完結時，攝影師告知王春媚該隻生物是金鳳、金龜子一類昆蟲。

## 個人生活
王春媚於2007年透過交友網站Friendster認識前上市公司安歷士國際控股郭漢清家族後人郭致林，二人同年結婚，婚後育有一名女兒郭睿澄（Megan）（2012年出生）。

## 出版著作
- 2009年 《有線主播點．線．面》（明報出版社、ISBN 9789888026203）

## 重要報道及採訪
- 2001年9月11日香港時間晚上9時報道有關美國九一一事件的特別新聞報道，於美國駐港澳總領事館外通宵直播報道。
- 2004年1月5日廣州確診沙士的特別新聞報道。
- 2004年9月中國奧運金牌代表團訪港的特別新聞報道。
- 2004年11月採訪美國大選。
- 2004年12月採訪南亞海嘯。
- 2005年12月香港反對世貿遊行衝突通宵直播。
- 2010年8月23日馬尼拉人質事件晚上直播。
- 2011年3月11日東日本大震災下午無間斷直播。
- 2014年9月28日雨傘運動及9·28催淚彈驅散行動下午直播。
- 2017年3月14日主持2017年行政長官選舉辯論（聯同無綫吳璟儁）。
- 2018年9月16日超強颱風山竹襲港。
- 2019年6月12日金鐘反修例衝突[13]。
- 2019年8月5日三罷行動上午直播[14]。

## 外部連結
- 王春媚的新浪微博

| 媒體職務      | 媒體職務                                       | 媒體職務    |
| ------------- | ---------------------------------------------- | ----------- |
| 前任： 莊安宜 | 有線電視新聞總主播 2012年7月1日至2020年10月8日 | 繼任： 王巧 |